# Коган, Альма
А́льма Андже́ла Ко́эн Ко́ган (англ. Alma Angela Cohen Cogan; 19 мая 1932, Уайтчепел, Лондон, Англия, — 26 октября 1966, Лондон, Англия) — британская эстрадная певица.

## Биография

### Ранние годы
Альма Анджела Коэн Коган родилась 19 мая 1932 года в Уайтчепеле (Лондон, Англия, Великобритания) в семье Марка и Фэй Коэн. У Альмы была младшая сестра — актриса Сандра Коэн, по разным источникам на 4 или 5 лет младше её. Коган была еврейско-русского происхождения. Родители назвали Альму в честь британской актрисы немого кино Альмы Тейлор (1895—1974). С ранних лет Коган любила музыку, становилась лауреатом музыкальных конкурсов. Посещала  монастырскую школу святого Иосифа в городе Рединг. 
Окончила «St Joseph's Convent School».

### Карьера
Карьеру певицы Альма начала в начале 1950-х годов. Она записала 5 сольных альбомов, последний из которых вышел посмертно: «I Love to Sing» (1958), «With You in Mind» (1961), «How About Love?» (1962), «Oliver! with Stanley Holloway and Violet Carson» (1965) и «Alma» (1967). Работала с лейблами HMV Group и Columbia Graphophone Company.

### Болезнь и смерть
В начале 1966 года у Альмы начал сильно и часто болеть живот, она теряла сознание. По сообщениям её подруги, певицы Энн Шелтон (1923—1994), ухудшение состояния девушки было связано с её постоянными попытками похудеть. Вскоре у Коган был диагностирован рак желудка.
Летом этого же года у Альмы был повторно диагностирован рак, на этот раз — рак яичников.
34-летняя Альма Коган скончалась 26 октября 1966 года, проведя последние недели жизни в Миддлсекской больнице Лондона.
По мнению жены Джона Леннона Синтии, безвременная смерть Альмы глубоко потрясла Джона, имевшего с ней тайный роман, и повлияло на начало его отношений с Йоко Оно, с которой он познакомился 7 ноября 1966 г.

## Дискография
- 1958 — «I Love to Sing[англ.]»
- 1961 — «With You in Mind?!»
- 1962 — «How About Love?»
- 1965 — «Oliver! with Stanley Holloway and Violet Carson»
- 1967 — «Alma»